# A Time Out of War
A Time Out of War é um filme de guerra em curta-metragem estadunidense de 1954 dirigido e escrito por Denis Sanders. Venceu o Oscar de melhor curta-metragem em live-action: 2 bobinas na edição de 1955.

## Elenco
- Barry Atwater - Craig
- Corey Allen - Connor